# MIKTA

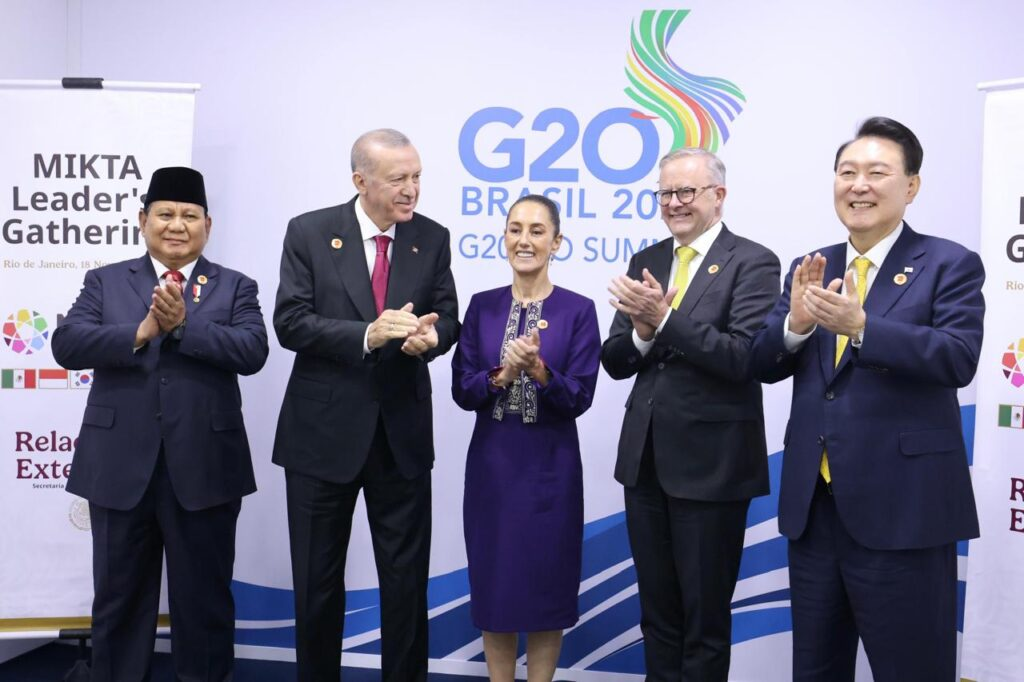
Jefe de Gobierno de las naciones MIKTA reunidas en la cumbre del G20 de Río de Janeiro en 2024: (de izquierda a derecha) de Indonesia Prabowo Subianto, de Turquía Recep Tayyip Erdoğan, de México Claudia Sheinbaum, de Australia Anthony Albanese, y de Corea del Sur Yoon Suk-yeol.

MIKTA es una asociación informal entre México, Indonesia, Corea del Sur, Turquía y Australia, por sus siglas en inglés. Está dirigido por los ministros de Asuntos Exteriores. Fue creado en 2013 al margen de la Asamblea General de las Naciones Unidas en la ciudad de Nueva York y tiene como objetivo apoyar una gobernanza global efectiva.
A excepción de Australia, las otras cuatro naciones conforman el bloque internacional MIST, creado dos años antes.

## Naturaleza de la asociación MIKTA

### Plataforma Consultiva
Un aspecto clave que distingue a MIKTA de otros grupos multilaterales es que es una plataforma consultiva informal, más que una organización formal. Proporciona un espacio para el diálogo y la diplomacia innovadora para abordar los problemas mundiales actuales. El intercambio de información y una mayor comprensión mutua son características centrales de MIKTA.

### Fortalezas
Una de las fortalezas clave de MIKTA es su flexibilidad. Proporciona un entorno informal en el que se pueden debatir cuestiones de actualidad, sin presión para llegar a un consenso. Busca asumir una forma adaptable de cooperación multilateral, en contraste con los tradicionales bloques de partidos políticos bloques, para permitir una mayor capacidad de maniobra de una gobernanza global efectiva en un mundo de desarrollos acelerados.
Como todos los miembros de MIKTA también son miembros de organizaciones internacionales más amplias, como las Naciones Unidas, la Organización Mundial de Comercio y el G-20, los temas relevantes para esos foros pueden formar los temas de consulta en MIKTA. Esto puede implicar cooperar en los compromisos asumidos dentro de esas organizaciones o, en ocasiones, comprometerse con objetivos o estándares adicionales. También brinda una oportunidad para que estos poderes regionales participen en un diálogo independiente de mayores poderes económicos.

## Membresía
La membresía diversa del grupo, en términos de cultura, estructura socioeconómica y geográfica, le da una perspectiva única. Es una asociación interregional basada en valores con varios puntos en común clave. Es importante destacar que todos los Estados miembros son economías G20 con PIB similar y un interés en garantizar que los sistemas de gobernanza global funcionen para todos los estados, independientemente de su tamaño e influencia. Estas similitudes proporcionan una base sólida para la cooperación mutua.
Además, la diversidad dentro de la asociación permite a los miembros compartir sus conocimientos y perspectivas resultantes de diversas experiencias.

## Líderes

### Jefes de Gobierno

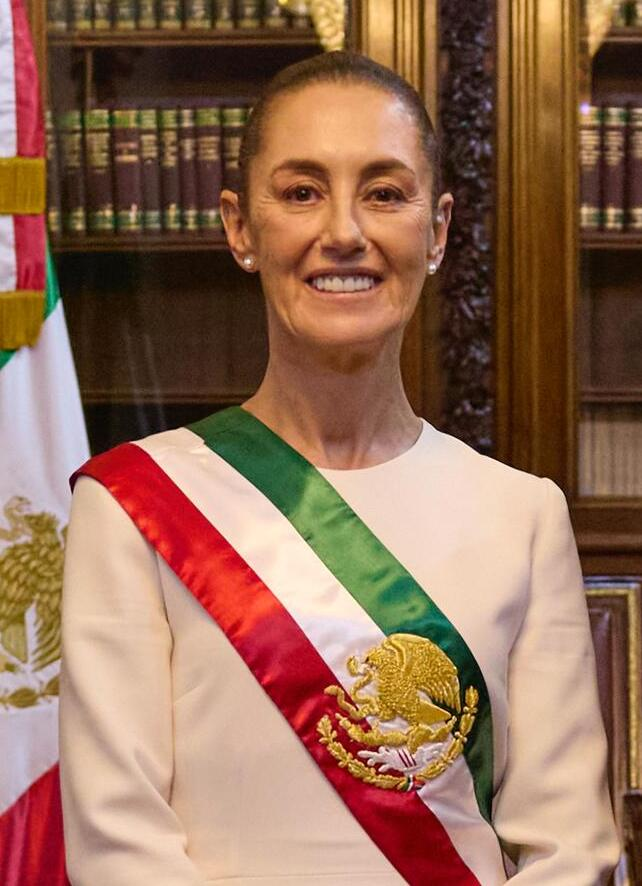
MEX Claudia Sheinbaum
Prabowo Subianto
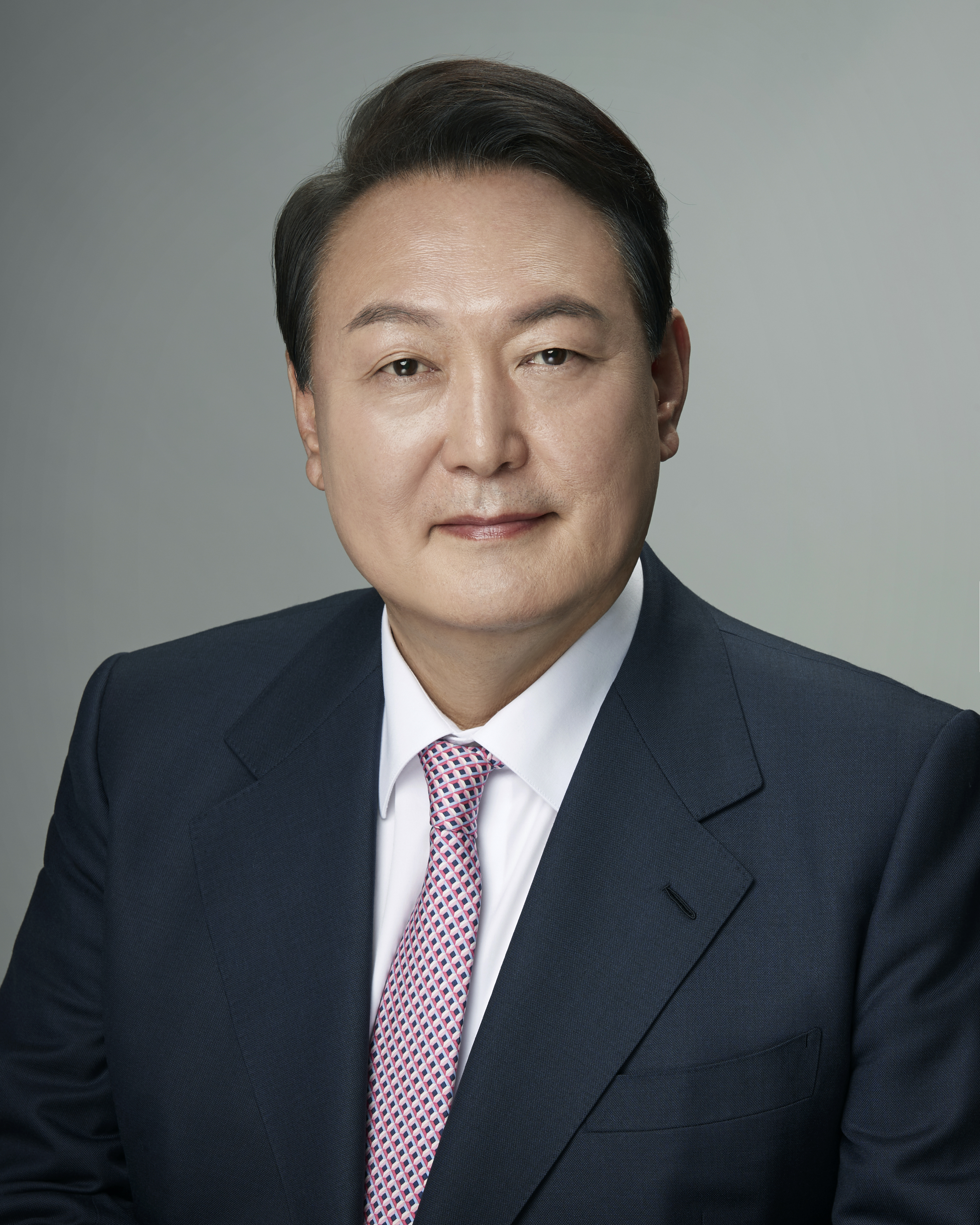
KOR Yoon Suk-yeol
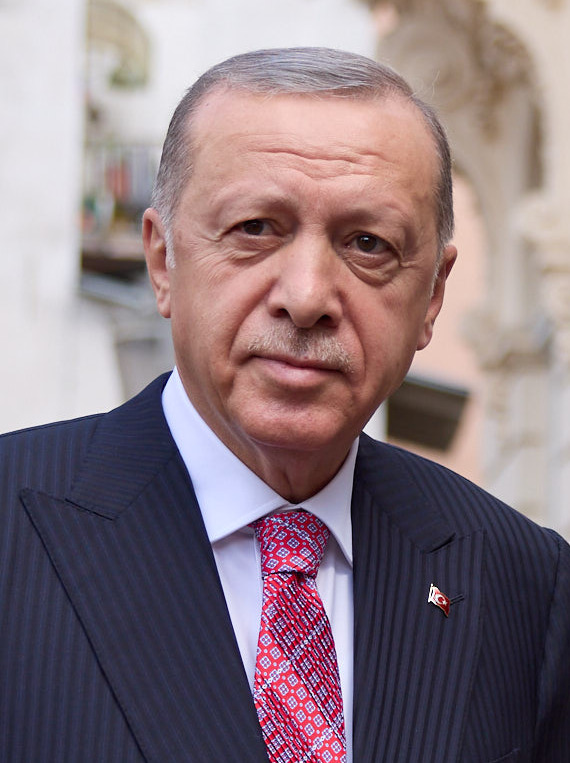
TUR Recep Tayyip Erdoğan
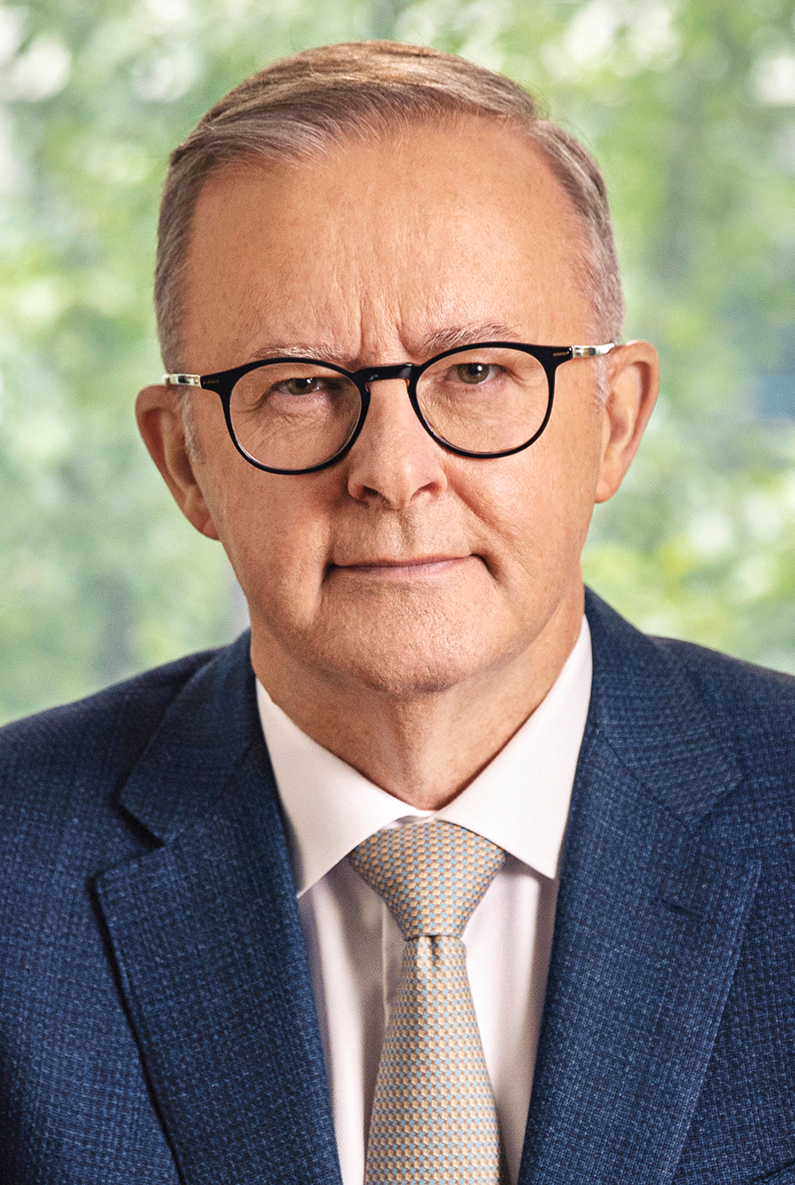
AUS Anthony Albanese

- México
Claudia Sheinbaum
- Indonesia
Prabowo Subianto
- Corea del Sur
Yoon Suk-yeol
- Turquía
Recep Tayyip Erdoğan
- Australia
Anthony Albanese